# Дані Нунке
Дані Нунке (фр. Dany Nounkeu, нар. 11 квітня 1986, Яунде) — камерунський футболіст, захисник турецького  «Карабюкспора» та, в минулому, національної збірної Камеруну.

## Клубна кар'єра
У дорослому футболі дебютував 2005 року виступами за другу команду французького «Меца», в якій провів один сезон, взявши участь у 13 матчах чемпіонату. 
Згодом з 2006 по 2010 рік продовжував грати у Франції за «Амневілль», «По» та «Тулузу».
2010 року перебрався до Туреччини, ставши гравцем «Ґазіантепспора».
Своєю грою за останню команду привернув увагу представників тренерського штабу «Галатасарая», до складу якого приєднався 2012 року на умовах 4-річного контракту. Відіграв за цю стамбульську команду наступні півтора сезони, після чого на початку 2014 року був відданий в оренду до «Бешикташа»і. Згодом на умовах оренди також перебував в іспанській «Гранаді» та французькому «Евіані», а 2015 року уклав контракт з «Бурсаспором».
Влітку 2016 року став гравцем «Карабюкспора».

## Виступи за збірну
2010 року дебютував в офіційних матчах у складі національної збірної Камеруну. Наразі провів у формі головної команди країни 12 матчів.
2 червня 2014 року головний тренер збірної Камеруну Фолькер Фінке включив Нунке до заявки команди для участі у фінальній частині чемпіонату світу 2014 у Бразилії.

## Титули і досягнення
- Чемпіон Африки (U-17): 2003
- Чемпіон Туреччини (1):

«Галатасарай»:  2012-13
- Володар Суперкубка Туреччини (3):

«Галатасарай»: 2012, 2013
«Акхісар Беледієспор»: 2018
- Володар Кубка Туреччини (1):

«Акхісар Беледієспор»: 2017-18